# Kazimir Vilnis
Kazimir Vilnis (1907 i Nautrēni i Guvernement Vitebsk – 27. januar 1988 i Sverige) var en romersk-katolsk præst som virkede i Letland og senere i Sverige.
Kazimir Vilnis virkede under 2. verdenskrig som præst i Riga, hvor han hjalp en jøde at undgå sin af nazisterne tiltænkte skæbne under Holocaust. I 1944 så han sig nødsaget til at flygte til Sverige. Han var i Sverige aktiv blandt lettiske flygtninge og en central person i de lettiske eksilforeninger. I 1948 blev han sognepræst i Eskilstuna, hvor han tog initiativ til at indrette en katolsk kirke i en til formået indkøbt villa. I 1964 blev han sognepræst for den katolske menighed i Dalarna, hvor han først virkede i Ludvika og senere i Falun. Han organiserede en indsamling der første til, at den nyopførte Den Gode Herdens kyrka kunne indvies 1973. Kazimir Vilnis stod også bag, at Birgittasøstrene i 1968 grundlagde et kloster i Hosjö, og han var den som opførte ungdomsgården Vilnisgården og dets kapel i Sågmyra.
Den 27. marts 2008 tildeltes han posthumt udmærkelsen retfærdige blandt nationerne af Jad Vashem.